# Сийи
Сийи́ (фр. Cilly) — коммуна во Франции, находится в регионе Пикардия. Департамент коммуны — Эна. Входит в состав кантона Марль. Округ коммуны — Лан.
Код INSEE коммуны — 02194.

## Население
Население коммуны на 2010 год составляло 222 человека.
| 1962 | 1968 | 1975 | 1982 | 1990 | 1999 | 2010 |
| ---- | ---- | ---- | ---- | ---- | ---- | ---- |
| 326  | 344  | 251  | 251  | 265  | 246  | 222  |

## Экономика
В 2010 году среди 142 человек трудоспособного возраста (15—64 лет) 99 были экономически активными, 43 — неактивными (показатель активности — 69,7 %, в 1999 году было 69,9 %). Из 99 активных жителей работали 84 человека (51 мужчина и 33 женщины), безработных было 15 (9 мужчин и 6 женщин). Среди 43 неактивных 13 человек были учениками или студентами, 20 — пенсионерами, 10 были неактивными по другим причинам.